# Mathias Rust

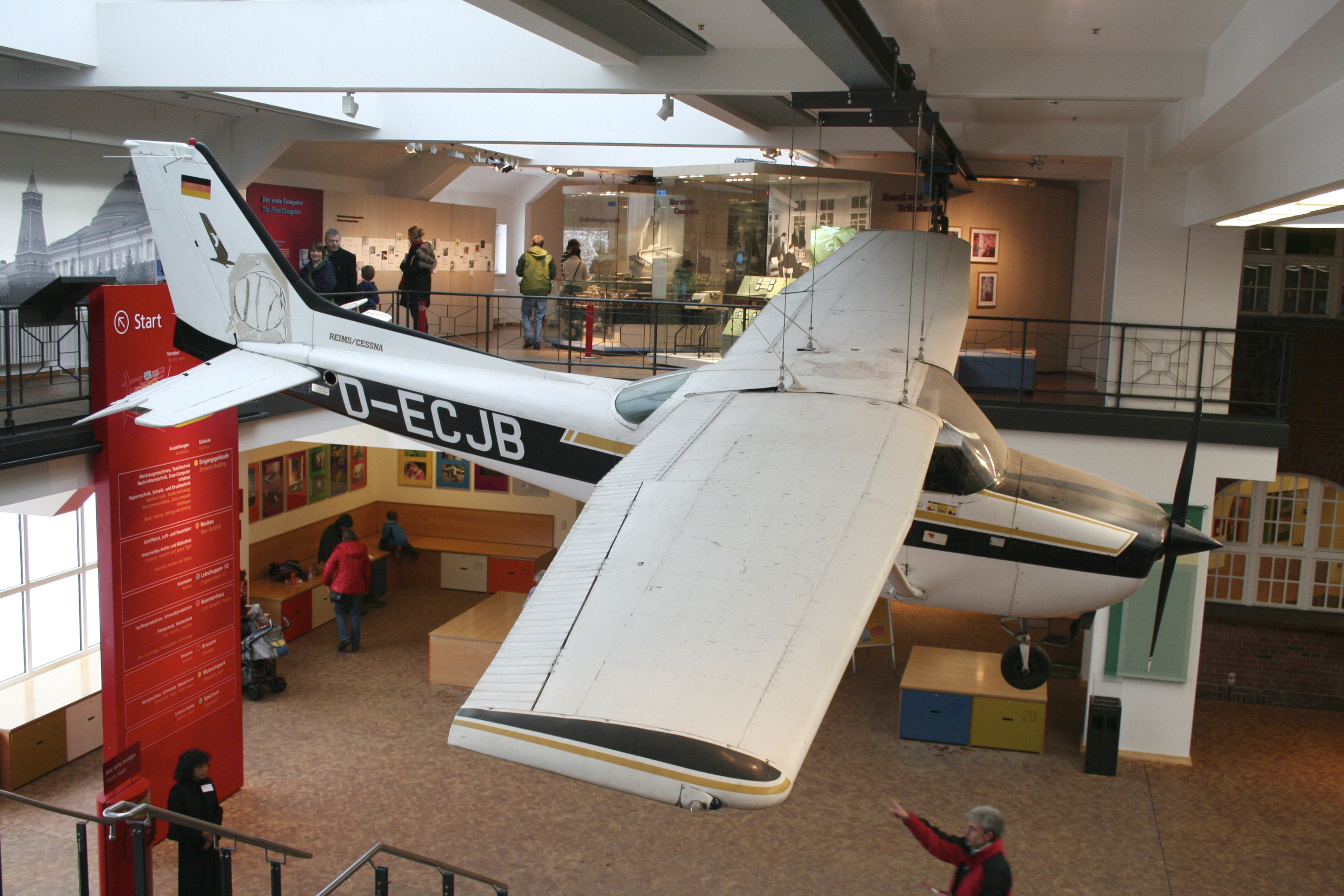
Flygplanet som Mathias Rust använde.

Mathias Rust, född 1 juni 1968 i Wedel, Schleswig-Holstein, är en tysk man. Han gjorde sig känd 28 maj 1987, då han ännu ej 19 år fyllda landade nära Röda torget i Moskva med ett litet enmotorigt sportflygplan.

## Flygningen

Mathias Rusts flygtur.

Flygplanet var en Cessna 172P (D-ECJB) hyrd i Hamburg. Rust flög från Hamburg den 13 maj och ägnade de närmaste två veckorna åt olika mindre rundflygningar i Norden. På morgon den 28 maj lämnade han med sin Cessna Helsingfors, där han meddelade flygkontrollen att han var på väg till Stockholm. Dit kom han dock aldrig, utan klockan 14.29 syntes han på sovjetisk radar och fick ärendenummer 8255 efter att inte ha besvarat sin identitet. Tre luftförsvarsanläggningar följde honom, men fick inte eldtillstånd. Vid 14:48 såg en jaktpilot planet nära Pskov och bad om att få skjuta ned det men fick nej. Rust gjorde tre landningsförsök på Röda torget innan han till slut landade på en närliggande bro och taxade in på Röda torget.  Efter att ha skrivit autografer åt en tillströmmande folkmassa blev han arresterad av KGB, men släpptes efter 432 dagar i Moskvafängelset Lefortovo.
Michail Gorbatjov använde försvarets skandalösa passivitet som argument för att rensa ut syndabockar. Både försvars- och flygförsvarsministrarna byttes ut mot ministrar som var mer medgörliga till glasnost och perestrojka.
Flygplanet finns sedan 2008 på museet Deutsches Technikmuseum Berlin.

## Livet efteråt
Efter fängelsevistelsen gjorde han vapenfri tjänst på Rissen-sjukhuset i Hamburg-Altona i Västtyskland och blev där kär i en sjuksköterska som han knivhögg när hon avvisade honom. Han dömdes till ett 30 månaders fängelsestraff, från 1991 till 1993. Rust försvann sedan i två år under vilka han arbetade som skoförsäljare i Moskva. 
Rust uppgav i en tidningsintervju 1997 att han konverterat till hinduismen och skulle gifta sig med en indisk kvinna, Geetha.
År 2001 åtalades han i Tyskland för att ha stulit en Kashmir-tröja.
År 2003 startade han en tankesmedja för inflytelserika personer, "Orion & Isis", inriktad på fredliga lösningar på konflikter mellan stater, etniska och religiösa grupper.
Enligt uppgift från 2004 lever han i dag i Tyskland med sin andra hustru Athena. 
År 2009 uppgav han sig att vara en professionell pokerspelare.
Uppgifter från 2012 anger att han försörjde sig som finansanalytiker och yogainstruktör.

## Källhänvisningar
Den här artikeln är helt eller delvis baserad på material från engelskspråkiga Wikipedia, Mathias Rust, 30 oktober 2011.
1. 1 2 3 4  Hadjimatheou, Chloe (2012-12-07): "Mathias Rust: German teenager who flew to Red Square". Bbc.com. Läst 2 oktober 2014. (engelska)